# Voo Air China 129

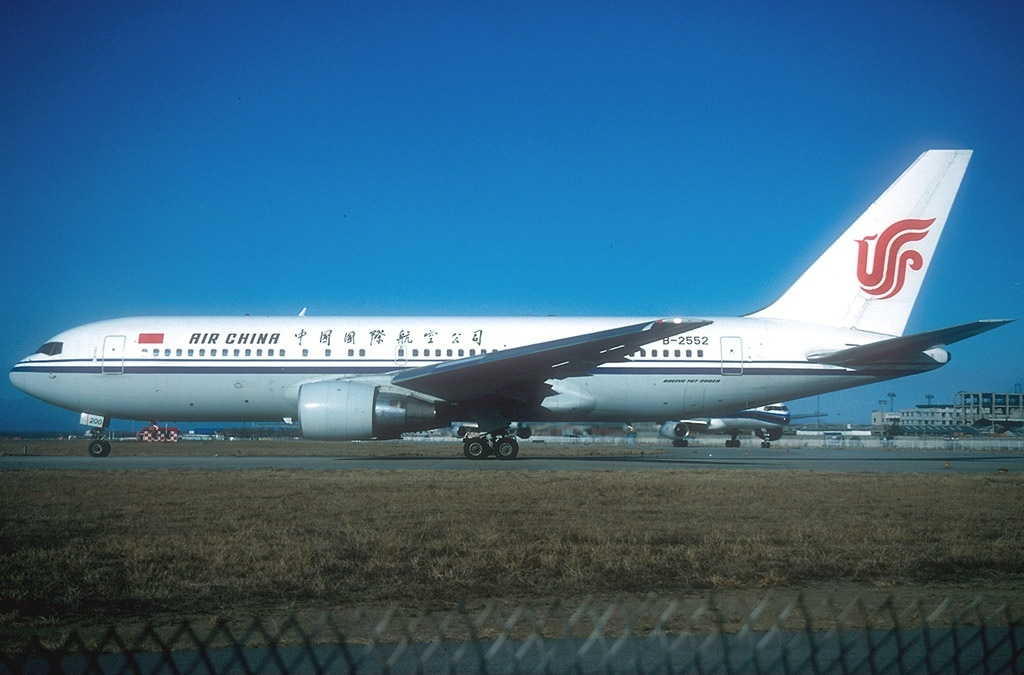
B-2552, o avião envolvido no acidente, visto em 1997

Voo Air China 129 (CCA129/CA129) foi um voo internacional regular de passageiros, operado pela Air China, do Aeroporto Internacional de Pequim para o Aeroporto Internacional de Gimhae, em Busan. Em 15 de abril de 2002, a aeronave nesta rota, um Boeing 767-200ER, caiu em uma colina perto do Aeroporto de Gimhae, matando 129 das 166 pessoas a bordo.
O Conselho de Investigação de Acidentes de Aviação da Coreia publicou o relatório final em março de 2005 e concluiu que o acidente foi devido a erro do piloto. O relatório final declarou que a tripulação estava inadvertidamente voando abaixo da altitude mínima segura. Informações detalhadas do relatório também revelaram que os pilotos foram treinados para conduzir uma aproximação em círculo no simulador de voo da companhia aérea apenas para o Aeroporto Internacional de Pequim e nunca para uma aproximação em círculo para a pista 18R do Aeroporto de Gimhae. Posteriormente, o relatório também culpou os controladores da torre do Aeroporto de Gimhae por não usarem os sistemas BRITE e MSAW da torre após perderem o contato visual com a aeronave. A Administração da Aviação Civil da China respondeu ao relatório oficial coreano salientando que Park Junyong, o oficial do ATC durante o acidente, não tinha licença para controle de tráfego aéreo e emitiu ordens incorrectas devido à sua inexperiência com o Boeing 767.
O voo 129 foi registrado como o acidente de aviação mais mortal na Coreia do Sul até a queda do voo 2216 da Jeju Air em 2024.
Em dezembro de 2024, a Air China ainda usa a designação do voo 129 em sua rota Pequim Capital para Gimhae, mas agora utiliza o Boeing 737, pois seus Boeing 767 foram aposentados.